# Camilo Rodriguez Trujillo
Camilo Rodriguez Trujillo est un joueur international colombien de rink hockey. Il évolue, en 2015, au sein du Caldas.

## Palmarès
En 2015, il participe au championnat du monde de rink hockey en France.

## Référence
1. ↑  (pt) « Plantel », sur mundial2015.hoqueipt.com (consulté le 4 juillet 2015)
2. ↑  « Composition de l’équipe de Colombie de Rink Hockey », sur mondialvendee2015.com (consulté le 4 juillet 2015)